# RS-305
Pour les articles homonymes, voir Route 305.
La RS 305 est une route locale du Nord-Ouest de l'État du Rio Grande do Sul qui relie la RS-344, sur le territoire de la municipalité de Tuparendi, à l'embranchement des BR-468 et BR-472, dans le district de Padre Gonzáles de la commune de Três Passos. Elle dessert Tuparendi, Tucunduva, Horizontina, Crissiumal et Três Passos, et est longue de 89,730 km.